# Partito Comunista del Nepal (marxista-leninista-maoista)
Il Partito Comunista del Nepal (marxista-leninista-maoista) era un partito comunista nepalese.
A seguito di divergenze con il segretario Tulsi Lal Amatya, nel 1981 una fazione guidata da Krishna Das Shrestha, centralizzata nel Comitato di Bagmati, abbandonò il Partito Comunista del Nepal e fondò il Partito Marxista-Leninista del Nepal, vicino alle posizioni di Sendero Luminoso, che stava avviando la guerra popolare in Perù. Shrestha fu eletto presidente.
Nel 1983, il PMLN cambiò nome in Partito Comunista del Nepal (marxista-leninista-maoista) e, conseguentemente, seguì Sendero Luminoso nell'adottare come linea ideologica il marxismo-leninismo-maoismo (precedentemente conosciuto come marxismo-leninismo-pensiero di Mao Zedong).
Durante le rivolte del 1990, il PCN(mlm) si unì con altri partiti maoisti nel Movimento Popolare Nazionale Unito. L'anno successivo fondò il Samyukta Janamorcha come fronte elettorale, ma lo abbandonò dopo avere perso le elezioni.
Nel 1992 si unì al Comitato Congiunto di Agitazione Popolare e i suoi militanti parteciparono ai disordini del 5-6 aprile che, secondo un'organizzazione per i diritti umani nepalese, videro l'uccisione di 14 manifestanti da parte della polizia.
In occasione delle elezioni locali del 1992, il PCN(mlm) formò un fronte unico con il Partito dei Contadini e degli Operai del Nepal, la Lega Comunista del Nepal e il Partito Comunista del Nepal (marxista).
Nelle elezioni del 1991, il PCN(mlm) elesse tre candidati.
Nel 2002 si unì al nuovo Fronte Unito della Sinistra, all'interno del quale creò stretti rapporti con il Partito Comunista del Nepal (Marksbadi-Leninbadi-Maobadi). Questo portò i due partiti ad unirsi e formare, nel 2005, il Partito Comunista del Nepal (centro marxista-leninista-maoista).